# La brigada antimonstres
La brigada antimonstres (títol original: The Monster Squad) és una pel·lícula estatunidenca dirigida per Fred Dekker el 1987. Aquesta pel·lícula de terror còmica posa en escena Dràcula que dirigeix un equip de monstres del cinema (Frankenstein, mòmia, etc.). Ha estat doblada al català.

## Argument
Fracassant en la seva temptativa de suprimir les forces del mal, Van Helsing perd el seu combat contra el diabòlic Dràcula. Un centenar d'anys més tard, Dràcula es desperta de nou i s'envolta d'una maneta de monstres que li seran de gran ajuda, ben decidit a desencadenar el mal sobre terra. Els habitants d'una ciutat petita i pacífica es veuen alterats per l'arribada d'aquest estrany personatge i dels seus acompanyants no menys estranys, que estan decidits a trobar, sigui com sigui, un amulet que controla l'equilibri entre el bé i el mal. Tot podria anar pitjor si una banda de nens trapelles, no intentés aturar les maquinacions de les horribles criatures. La caça dels monstres és oberta...

## Repartiment
- Andre Gower: Sean Crenshaw
- Robby Kiger: Patrick
- Stephen Macht: Detectiu Del Crenshaw
- Duncan Regehr: Dràcula
- Tom Noonan: Frankenstein
- Jon Gries: Fantasma
- Jack Gwillim: Van Helsing